# مارك ريان (سياسي أمريكي)
مارك ريان (بالإنجليزية: Mark Ryan)‏ هو سياسي أمريكي، ولد في 9 نوفمبر 1924، وتوفي في 18 فبراير 1985. حزبياً، نشط في الحزب الديمقراطي. وقد انتخب عضو جمعية ولاية ويسكونسن.